# 劉浩鋒
劉浩鋒（1975年—），湖南新邵人，中國作家、記者、藝術家，自稱為和學創始人。

## 生平
出生於湖南省新邵县。擔任過報刊記者、編輯。
曾參與中国民主党，並在网上发表相关文章，2001年被捕，被以危害国家安全行为之罪名判處劳教三年。2005年底，在網上發表給美國總統小布希的公開信，要求關注中国异见人士状况。他還曾是独立中文笔会会员，2011年退會。2011年，劉浩鋒表示：「我选择放弃了过去那种纯粹西方的片面民主概念，从那段历史中获得了觉醒」。
2011年4月，擔任中国油画研究会會長。同年7月，與藝術家蔡印龙共同擔任首届孔子国际艺术奖与孔子文学奖执行主席。同年9月，擔任第二届孔子和平奖執行主席。
2015年10月24日，在中共湖南省委党校舉辦“和学中国梦”大型国学公益讲座。2017年，擔任聯合國東方藝術大展（在紐約聯合國總部舉辦）的策展主持。

## 所獲榮譽
- 2011年，入選中国前外交官联谊会主办的《新中国国礼艺术大师》丛书，为最年轻的入选艺术家[9]。
- 2017年度世界文化杰出貢獻人物大獎[10]。
- 2018年，新時代中國經濟文化創新人物獎[11]。